# Histoire des Juifs à Częstochowa
L'implantation d'une communauté juive à Częstochowa est relativement tardive car la ville bénéficie d'un Privilegium de non tolerandis Judaeis jusqu'à la fin du XVIIIe siècle. Ce n'est qu'au XIXe siècle, avec le développement industriel de la ville que le nombre de Juifs va fortement augmenter. Face à une intelligentsia juive formée de membres de profession libérale et d'industriels, se développe une importante classe ouvrière juive relativement pauvre. À la veille de la Seconde Guerre mondiale, le nombre de Juifs en ville atteint près de 30 000, mais ne représente que 20 % de la population totale de la ville. La majorité de ses habitants Juifs périt pendant la Shoah.
Częstochowa est une ville du sud de la Pologne, située dans la voïvodie de Silésie dont elle est la deuxième plus grande ville. C'est une ville qui a le statut de powiat. Elle a fait partie du duché de Varsovie de 1807 à 1815, puis du royaume du Congrès de 1815 à 1915. La ville compte actuellement environ 220 000 habitants.

## Histoire de la communauté juive

### Début de la communauté juive
La première mention de Juifs dans la ville de Częstochowa remonte au début du XVIIIe siècle, bien qu'à cette époque, la ville bénéficie d'un Privilegium de non tolerandis Judaeis, qui restera en vigueur pendant toute la période de la république des Deux Nations et ne sera supprimé qu'avec les réformes de la Grande Diète (1788-1792). Un des premiers documents mentionnant la présence de Juifs à Częstochowa est un contrat de prêt entre le Juif Mosiek et le maire avec le conseil municipal de la ville. Ce prêt à la ville, nécessaire pour couvrir une contribution imposée par les Suédois en 1705, est réalisé contre l'autorisation donnée à Mosiek par les autorités municipales d'habiter dans le vieux Częstochowa jusqu'à ce que le prêt soit remboursé. En 1747, 30 Juifs vivent dans la ville près du sanctuaire de Jasna Góra, louant des tavernes et des brasseries en ville, et dans les juridictions environnantes. En 1765, on compte 56 familles juives à  Częstochowa,.
On doit mentionner qu'au milieu du XVIIIe siècle, Jacob Frank (1726-1791), le responsable du mouvement frankiste, est détenu dans la prison locale. En 1760, un tribunal ecclésiastique le déclare coupable de blasphème et le condamne à la prison. Il restera enfermé à forteresse de Częstochowa pendant treize ans jusqu'à sa libération par le général russe Alexandre Ilitch Bibikov. Malgré sa condamnation, Jacob Frank garde de nombreux adeptes à Częstochowa.

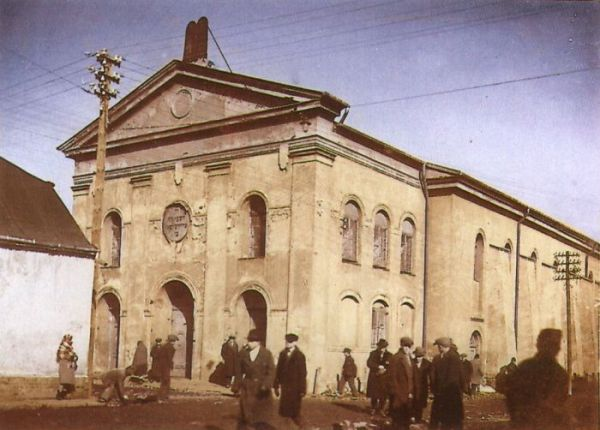
Vieille synagogue de Częstochowa, bêtie avant 1765, détruite par les Allemands en 1943.

En 1764, le Sejm prive les communautés juives de leurs pouvoirs administratifs, fiscaux et judiciaires, et ordonne un recensement détaillé des Juifs à des fins fiscales. Au début de 1765, la région de Częstochowa est habitée par environ 3 000 à 3 500 Juifs, dépendant de plusieurs communautés juives,,. La plus ancienne communauté, celle de Lelów est composée de 544 Juifs, dont 231 à Lelów même et 105 à Kromołów. Celle de Janów compte 683 personnes dans 285 dans la ville de Janów, celle de Częstochowa compte 73 fidèles, la communauté de Nakło compte 105 Juifs et la plus grande, celle de Żarki 1 011 Juifs répartis dans 14 villes et villages, principalement à Żarki même avec 814 membres.
Pendant le règne du roi Stanisław Poniatowski de 1764 à 1794, les Juifs de Częstochowa vivent principalement de petits commerces ou de tissage. Ils dépendent de la communauté juive de Janów, et sont enterrés dans son cimetière. La première maison de prière locale est établie dans l'appartement privé de N. Berman au 15 place Stary Rynek, et sera fermée quand sera bâtie la Vieille Synagogue au coin de la rue Nadrzeczna et de la rue Mirowska.
La situation des Juifs de Częstochowa commence à s'améliorer après 1793, quand la Pologne est démembrée et que la ville passe sous contrôle prussien. Le General-Judenreglement du 17 avril 1797 limite l'installation de nouveaux émigrants juifs dans les villes et restreint l'autonomie des communautés juives. Sous certaines conditions, les Juifs peuvent s'occuper des boissons alcoolisées et du commerce, de l'artisanat, de l'agriculture, de l'élevage et des transports. En 1802, les privilèges des guildes et du Privilegium de non tolerandis Judaeis sont abolis, et les Juifs avec le consentement des autorités, peuvent dorénavant s'installer dans les villes et acheter des biens immobiliers. Dès 1795 et 1796, à Częstochowa, plusieurs locataires parmi les plus riches achètent des maisons dans la ville, malgré l'opposition des habitants chrétiens et du clergé catholique. En 1796, Joachim Berkowicz (Berl Bermann Nachmann) est le premier Juif à être accepté comme habitant de Częstochowa.
Après un désaccord sur le montant des frais d'inhumation au cimetière de Janów, les Juifs de Częstochowa décident d'organiser leur propre communauté. La communauté juive indépendante de Częstochowa est fondée en 1798 et l'année suivante est inauguré le cimetière juif. La construction de la synagogue commence en 1805 avec à côté un mikvé (bain rituel), et en 1806, une école juive est ouverte.

### Częstochowa intégré au duché de Varsovie
En 1806, quand Częstochowa est intégré au duché de Varsovie, la ville compte 496 Juifs représentant 14,8 % de la population totale. Le district de Częstochowa compte 1 310 Juifs représentant 18,8 % de la population. Cela indique qu'environ un tiers des Juifs du district vivent dans la ville elle-même. Dans les villages avoisinants les Juifs représentent approximativement 2 % de la population.
L'époque du duché de Varsovie est une période difficile pour les Juifs de Częstochowa en raison des guerres qui entraînent la destruction d'une partie de la ville, et des charges importantes pour l'armée qui frappent particulièrement la communauté juive. Par exemple, le Vieux Częstochowa reçoit 600 złotys en 1809-1810 pour la permission de construire une synagogue, 140 złotys des boulangers juifs, 144 złotys des bouchers juifs, 86 złotys des marchands juifs soit un total de 970 złotys représentant 61,4 % des impôts fixes perçus par la ville. En plus, la ville perçoit une taxe de 5 180 złotys sur les boissons alcoolisées provenant en grande partie des auberges et tavernes juives. D'autre part, la nécessité d'un approvisionnement constant de l'armée aboutit à la création d'un groupe restreint mais influent de fournisseurs (liwerants), dont beaucoup sont des Juifs très riches, qui ont le crédit et les contacts nécessaires. Ils sont également impliqués dans la fourniture du sel sous monopole d'État.
En 1808, 495 Juifs vivent dans le Vieux Częstochowa, soit 29,5% de la population totale, mais aucun dans le Nouveau Częstochowa, établi par les pères paulins du sanctuaire de Jasna Góra, mais ils y sont engagés dans le commerce, y compris de celui des articles de dévotion, malgré les protestations des habitants de la ville.
Au début du XIXe siècle, de nombreux artisans et industriels allemands de Silésie s'installent à Częstochowa, et parmi eux des Juifs. À cette époque, il est facile de différencier le pauvre Juif polonais du riche Juif allemand. Les personnes les plus aisés, embauchent des tuteurs étrangers pour leurs enfants. En 1818, deux enseignants étrangers vivent à Częstochowa, Leon Gotenberg de Glogau en Silésie et Wilhelm Imier de Praszka, avec comme résultat la formation d'un groupe important de Juifs avec des vues et des modes de vie assimilatrices. En 1818, un groupe de Juifs instruits informe les autorités de la ville qu'ils désirent s'habiller de façon plus européenne et envoyer leurs enfants dans des écoles privées. Les Juifs les plus riches et les plus assimilés vivent en-dehors du quartier juif de la ville. À cette époque, il y a deux écoles élémentaires juives à Częstochowa plus un Talmud Torah avec une centaine d'élèves, une école professionnelle avec 80 élèves, une école d'horticulture avec 30 élèves et environ 50 heders avec 4 000 élèves. En tout, 4 945 enfants juifs étudient dans une école élémentaire ou secondaire.

### Częstochowa dans le royaume du Congrès
Les autorités du royaume du Congrès introduisent de nouvelles réglementations et limitent l'autonomie des communautés juives. En 1822, les communautés sont abolies et remplacées par des Comités de surveillance des synagogues placés sous le contrôle des autorités administratives, avec leur activité strictement limitée aux questions de culte et de charité.
En 1826 a lieu la fusion du Vieux et du Nouveau Częstochowa en une seule ville. En 1827, il y a 1 141 Juifs à Częstochowa, soit 18.5 % de la population totale. C'est à cette époque que des Juifs commencent à fonder leurs propres entreprises industrielles entrainant un afflux de pauvres Juifs vivant dans les villages alentour en quête d'un travail. Ils n'ont pas l'autorisation de résider à Częstochowa et ont en permanence la peur d'être chassés. En 1829, environ 100 familles vivent illégalement en ville. Un petit groupe de Juifs se livre aussi à des activités de contrebande à travers la frontière proche. En 1828, Dawid Gutenberg crée la première usine textile juive à Częstochowa. En 1841, 32 ateliers de tissage juifs fonctionnent à Częstochowa, employant environ 200 compagnons,.
Après 1831, les autorités acceptent l'achat de biens fonciers par de riches marchands et entrepreneurs juifs tels que Hirsch Kohn, mais les demandes de citoyenneté nationale ou de droits de la ville sont généralement rejetées, comme dans le cas de Dawid Landau Kronenbeg, propriétaire d'une usine de coton à Częstochowa en 1835.
Dans les années 1830, le président du bureau de la communauté juive est Herc Kon (1789-1862), un partisan de l'assimilation. En 1841, la communauté juive de Częstochowa intègre les Juifs de la ville de Mstów et des villages de Rędziny, Łojki, Łochynia, Grabówka, Lubojenka, Wyczerpy, Radostków, Lubojna, Kiedrzyn, Kościelec, Błeszno, Konin, Wikłów, Wierzchowisko, Kamienica Polska, Nowa Wieś et Kazimierz. Herc Kon appuie les efforts des Juifs progressistes pour ouvrir une école privée juive. De nombreux Juifs ont reçu une éducation dans des universités occidentales. Ils désirent apporter des réformes progressistes en ville. Il en est de même des artisans juifs qui supportent aussi l'assimilation. Dans la seconde moitié du XIXe siècle, un groupe important de Juifs décide de se convertir au catholicisme pour pouvoir accéder à des fonctions toujours interdites aux Juifs.
En 1840, 2 999 Juifs vivent à Częstochowa, représentant 59,9 % de la population totale. En 1847-1848, en raison d'une augmentation de la pauvreté et des pénuries alimentaires, la communauté juive organise des aides pour les pauvres. Mais la communauté n'est pas préparée pour fournir de l'aide à une telle échelle. De nombreux Juifs pauvres décident alors de partir pour Łódź afin d'y trouver du travail. Icchak Bursztynowski, le correspondant local du Allgemeine Zeitung des Judenthums lance un appel aux dons de façon régulière. Ces appels ne rencontreront pas le résultat escompté.
Les années 1850, sont une période de développement économique de la ville, entraînant une augmentation de la prospérité des Juifs. Une action concertée peut alors être menée en 1852, lors d'une épidémie de choléra. Non seulement les victimes de l'épidémie ont reçu de l'aide, mais aussi des mesures préventives sont prises pour protéger les Juifs pauvres de la contagion.

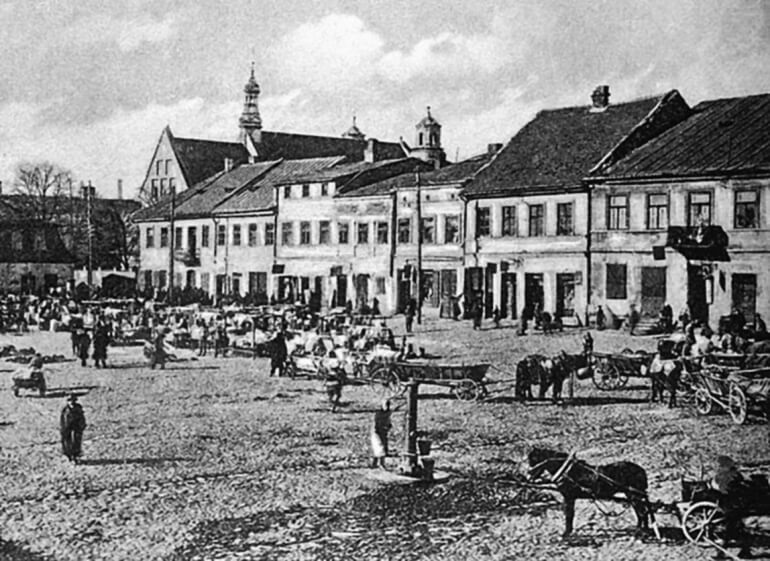
Place du vieux marché dans le quartier juif de Częstochowa.

En 1858, la ville compte 2 976 Juifs soit 34,5% de la population totale. La communauté juive est très diverse socialement et le lieu de résidence de chaque famille dépend de son statut financier. Une ligne de partage symbolique court le long de la rue Warszawska et de la rue Krakowska. Les Juifs aisés vivent dans le centre de la ville, avenue Najświętszej Maryi Panny, rue Piłsudskiego, rue Garibaldiego ou rue Wilsona. Les artisans, les commerçants et les ouvriers vivent dans la Vieille ville, dans des immeubles collectifs le long de rues étroites, rues Targowa, Garncarska, Kozia, Gęsia, Ptasia, Nadrzeczna, Senatorska, Spadek et Mostowa. Leurs revenus ne couvrent pas toujours les besoins journaliers de leur grande famille.

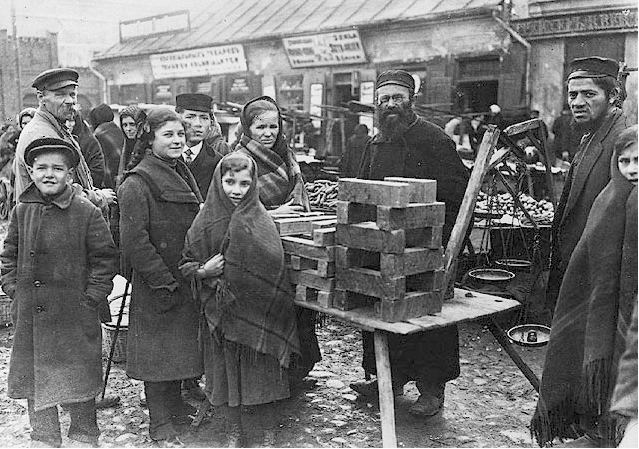
Juifs vendant des pains de savon sur le marché de Częstochowa.

Le 8 septembre 1862, un défilé patriotique a lieu à Częstochowa, auquel participent aussi bien des Juifs que des Polonais, demandant la fin de la domination russe. En réponse, le colonel tsariste Olejnicz ordonne à ses soldats de piller et de mettre le feu à la Vieille ville. Dawid Neufeld, le directeur de l'école secondaire juive proteste de façon véhémente contre cette action, ce qui entraine les autorités tsaristes à fermer son école et à le bannir de Częstochowa, l'obligeant à se réfugier à Varsovie. La loi martiale est ensuite imposée.
Dans la seconde moitié du XIXe siècle, de nombreuses industries se développent à Częstochowa. Parmi celles-ci, il y a des imprimeries détenues principalement par des Juifs, comme celle de Wilhelm Kohn ou d'Adolf Oderfeld,, une usine de cellulose et de verre de Seweryn Lando créée en 1888 et employant des milliers d'ouvriers, une usine de chapeaux fondée en 1901 par Stanisław Grossman et Henryk Markusfeld, qui emploie environ 450 travailleurs, principalement des femmes. En 1896, Ginsberg, Kuhn, Grossman, Markusfeld et Neuman lancent l'usine textile Varta avec 1 500 employés; Fritz Friedländer de Gliwice est le propriétaire de la plus grande usine métallurgique de la ville, Handtke. De nombreux Juifs des villes et villages alentour s'installent alors à Częstochowa. En 1900, près de 12 000 Juifs vivent en ville, soit 29 % de la population. 97,5 % d'entre eux parlent le yiddish. La plupart sont employés dans le commerce ou travaillent dans l'industrie ou la finance. Częstochowa se transforme en un grand centre industriel avec une importante classe ouvrière dont une partie importante sont des ouvriers juifs,. En 1912, la revue yiddish Reklamenblat est la première publication publiée à Częstochowa et paraitra jusqu'en 1913. Le premier journal local juif Czenstochower Tageblat sort en 1914 et existera jusqu'en 1919.

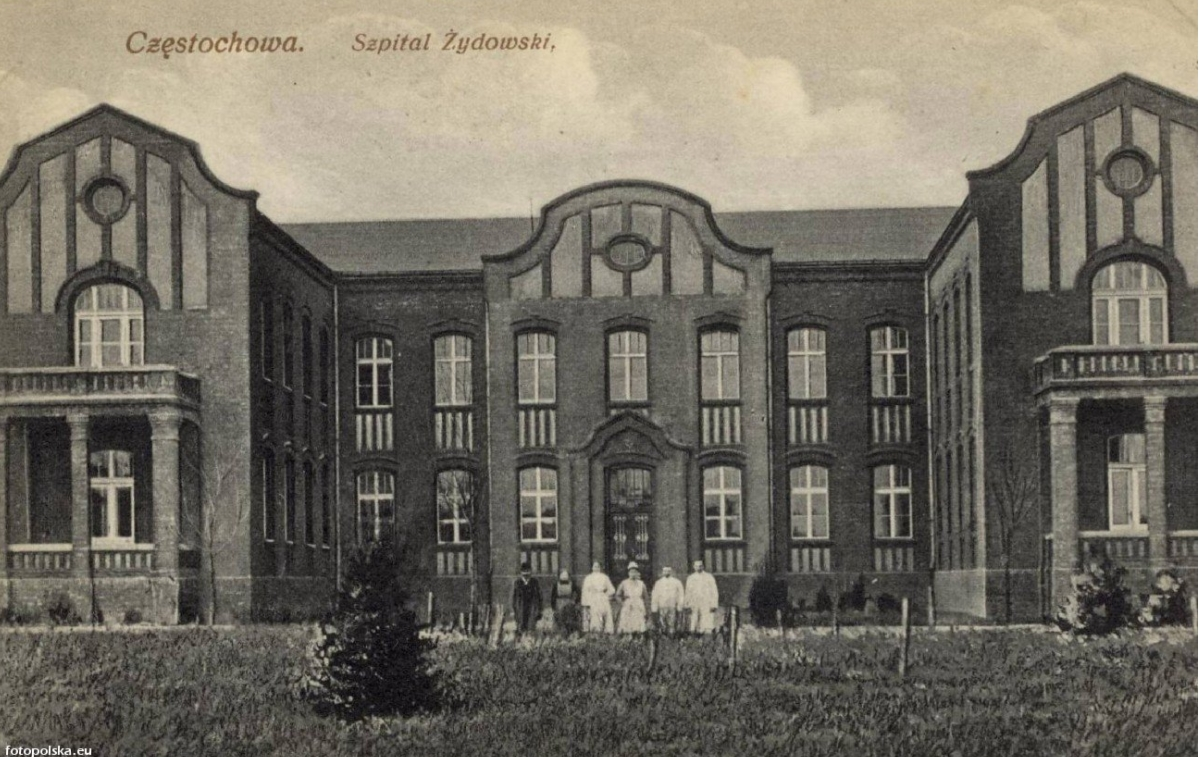
L'hôpital juif dans les années 1910-1920.

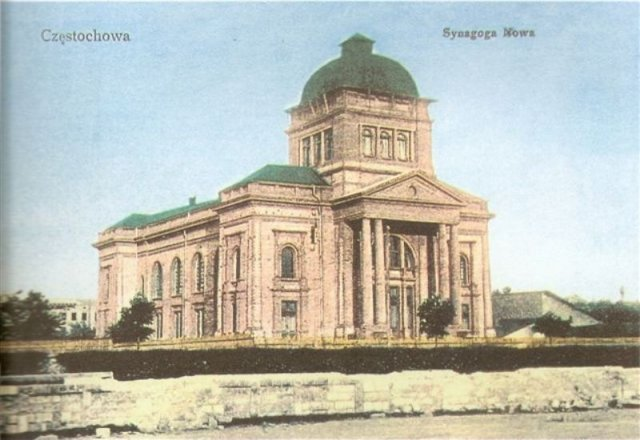
Nouvelle synagogue de Częstochowa, inaugurée en 1909, détruite par les Allemands en 1939.

La nouvelle synagogue est construite au 16 rue Wilsona dans les années 1899-1909.
En 1908, la Société juive de musique et de littérature Lira est fondée, avec Henryk Markusfeld comme président pendant de nombreuses années. Elle est principalement composée de membres de profession libérale et d'industriels, cherchant largement à l'assimilation, et son objectif la promotion de la culture universelle, aussi bien polonaise que juive. Une section dramatique est fondée. Les premières représentations théâtrales juives, dérivées de la tradition des représentations de Pourim (les Pourim Shpil), ont lieu en 1905. Un autre groupe d'amateurs crée Miłośnicy Żydowskiej Sztuki Teatralnej (Association des amoureux de l'art du théâtre juif), qui organise jusqu'en 1918, des spectacles avec l'aide du metteur en scène engagé Hersz Gotajner. De nombreuses représentation ont lieu à la maison de la famille Wolberg sur l'avenue centrale de la ville. En 1915, un théâtre d'été permanent est établi qui se transformera plus tard pendant l'entre-deux-guerres en un théâtre professionnel fonctionnant sous différents noms,.

### La Première Guerre mondiale
La période de la Première Guerre mondiale est exceptionnellement dure pour les Juifs de Częstochowa. Les troupes allemandes qui ont pris la ville pillent et confisquent de la nourriture, des textiles, des graisses et des lubrifiants, les traitant tous comme des matériaux stratégiques. L'occupation de la Pologne par les Allemands et les Autrichiens coupe Częstochowa du marché absorbant russe. Cela se traduit par une forte augmentation du chômage. Le commerce illégal et la contrebande se développent. En 1915, environ 100 communes de Pologne, dont Częstochowa, sont gravement endommagées par les combats ou les représailles. On tente de réduire le chômage en persuadant la population à partir travailler en Allemagne. Lors des élections du conseil municipal au printemps 1917, un accord est conclu entre les partis polonais et juifs : 23 membres du conseil municipal seront de nationalité polonaise et 13 de nationalité juive.

### L'entre-deux-guerres
À la fin de la Première Guerre mondiale, les Juifs de Częstochowa placent tous leurs espoirs dans l'État polonais renaissant, qui promet l'égalité pour tous ses citoyens indépendamment de leur religion. Cependant le 27 mai 1919, une émeute anti-juive éclate à Częstochowa. Certains des participants sont des soldats de l'armée du général Józef Haller. 7 Juifs sont tués et 32 blessés.
En 1921, 22 663 Juifs habitent à Częstochowa, soit 28 % de la population. En 1923, environ 30 000 Juifs sont membres de la communauté juive de Częstochowa, qui inclut les villages de Aniołów, Gnaszyn, Wyczerpy, Huta Stara, Brzeziny Wielkie, Raków, Dźbów, Blachownia, Ostrowy, Błeszno, Rędziny, Mirów, Nowa Wieś, Poczesna, Rększowice, Hutki, Kamienica Polska et Kiedrzyn. Le siège de la communauté juive est situé 10 avenue Najświętszej Marii Panny. Elle possède deux synagogues, une maison de prière, un milvé, un cimetière et un abattoir pour la volaille situé à l'intersection des rues Mirowska et Nadrzeczna. L'école commerciale de la communauté se trouve au 6-8 rue Garncarska, et la ferme horticole d'une surface de 17 morgens est située rue Rolnicza. Une grande attention est accordée par la communauté à l'école d'artisanat rue Potteryka. L'éducation y est donnée pendant trois ans en polonais. La métallurgie, la menuiserie et l'électrotechnique y sont enseignées. Rue Mirowska, se trouve une école primaire pour filles, il y a aussi une école à la synagogue.
En plus des Juifs assimilés, la communauté a de nombreux membres hassidiques, dirigés par le tsadik Icchak Majer Justman.
La communauté est très touchée par la crise économique de 1929, car la majorité des Juifs vivent de petits commerce ou d'artisanat, très affectés par la récession. Nombre d'entre eux font faillite, augmentant le nombre des sans-emplois dans la ville. De nombreux jeunes sont forcés d'arrêter leurs études et de travailler pour un salaire minimum. L'appauvrissement de la communauté juive se ressent dans le nombre décroissant de contribuables. Les données concernant les villes de Częstochowa, Będzin et Sosnowiec montre qu'en 1933, 58,6 % des membres de la communauté juive ne sont pas redevables de l'impôt et que 20 % supplémentaire ne payent qu'entre 5 et 10 zlotys par an.
Pendant la période de l'entre-deux-guerres, plusieurs journaux yiddish sont publiés à Częstochowa, comme le Czenstochover Tsaytung (jusqu'en 1939), le Undzer Vort (jusqu'en 1919), le Dos Naye Vort (jusqu'en 1925) et le Arbeter Tsaytung (de 1923 à 1928), ainsi que des hebdomadaires tels que Dos Lebn (de 1926 à 1927), le Di Tsayt (de 1927 à 1938), le Undzer Ve (de 1930 à 1939) et d'autres encore.
Les Juifs de Częstochowa sont aussi activement engagés dans les activités sociales et culturelles. Il y a vingt associations enregistrées dont l'Association philanthropique pour le Juifs; la Société de protection de la santé qui dans les années 1925, vient en aide à environ 500 enfants pauvres, pour la plupart orphelins ou demi-orphelins; l'Association juive d'hygiène; l'Association Beys Lechem pour combattre la pauvreté; la Société d'assistance aux Juifs pauvres Ahawas Achim; l'Association des amis des enfants juifs; l'Association des propriétaires d'écoles religieuses; l'Association de secours aux pauvres filles juives Hachnasat Kało; la Société d'assistance aux mères pauvres; l'Association de distribution de vêtements Malbisz Arumrajim; l'Association Linas Ha-Tzedek; la Société d'aide aux élèves juifs; l'Union juive des soldats handicapés; l'Association des combattants juifs; le Malbish Keter Tora; la Société Shomrei Shabes; la Société de la Yeshiva Keser Tora; la Société de la Yeshiva Bnei Tora; la Société d'étude du Tanakh; la Chevra Kadisha et d'autres.

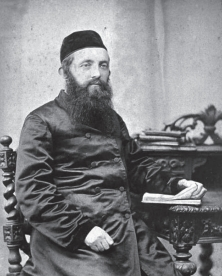
Rabbin Nahum Asz.

Nahum Asz (1858-1936), rabbin de Częstochowa pendant 47 ans de 1889 à sa mort en 1936, est opposé à l'aumône, et préfère accorder des prêts à ceux qui en ont besoin. Membre du groupe sioniste religieux Mizrahi, il est en politique partisan d'une large coopération avec la communauté polonaise, ce qu'il confirme dans son accueil du président de la république de Pologne lors de sa visite à Częstochowa en 1930. Il prend part en 1936 à la discussion sur la shehita (abattage rituel) et publie un livre manifeste intitulé W obronie uboju rytualnego (En défense de l'abattage rituel) où il souligne le fait que l'initiateur des soins aux animaux était un juif, le Dr Lewis Gompertz.
En plus des rabbins officiels de la communauté, des chefs de divers groupes hassidiques sont actifs à Częstochowa ou dans les villes voisines, par exemple David Aaron fils de Jakob Arie de Touriïsk de la dynastie de Tchernobyl installé de 1906 à 1926 à Żarki, avant de s'établir à Częstochowa.
En 1931, la grande majorité de la population juive, soit environ 93%, déclare le yiddish comme langue maternelle et tous peuvent lire et écrire en hébreu ou en yiddish, mais 1/3 ont du mal à s'exprimer, lire ou écrire en polonais, la langue officielle.
En 1930, le Księgi Adresowej Polski (carnet d'adresses polonais) répertorie les entreprises juives les plus importantes de Częstochowa : les fours à chaux Emilia, propriété des frères Rozenberg; la briqueterie Liska, propriété de S. Kornberg; la scierie de J. I. Silberstein; la scierie de I. Silberszac ; l'usine de feutre pour toiture Berliner et Rozencwajg ; les usines de béton et briqueteries Besterman et Sieradzki; la tannerie et la scierie des frères Rotstein et M. Lipski ; la tannerie Zawodziede Bormherzig, Szarf, Duńskieg et Leszczyk ; l'usine de carton asphalté de Lewkoiwicz et Berman; les usines de parapluies, parasols et de mercerie J. Dauman; l'usine de traitement chimique de N. Kon et I. Hochman ; la savonnerie J. Obrączka ; l'usine de cigarettes N. Edelista Gilz ; l'usine de quincaillerie de construction Horowicz and Co. ; l'usine de produits métalliques Ickowicz et Guterman ; l'usine Częstochowa de rubans de soie Szlezygier et B-cia ; la tannerie E. Landau ; l'usine à vapeur de moulures et cadres de I. M. Lewkowicz, l'usine de papiers colorés Markusfel i S-ka; l'usine de feutre pour toiture M. Reicher i S-ka ; l'usine de meubles A. E. Szmulewicz ; l'usine de composants électriques M. L. Weinberg; l'usine de couteaux et fourchettes de Zielger et Silberberg et l'usine de couteaux A. J. Rozencwajg. Częstochowa est aussi un grand centre de production de poupées. Elles sont produites par les sociétés : R. Frodensohn ; Hocherman ; R. Rozenstajn ;, Sz. Srebrnik ; A. Szlehengier ; L. Sztajnfeld et A. Weinryb.
En 1935, 2 638 ateliers d'artisanat prospèrent dans la ville. Les Juifs dominent les industries du textile, du cuir et de l'alimentation. En outre, il y a 2 930 établissements commerciaux, dont plus de 50% appartiennent à des juifs. Le commerce est principalement représenté par de petits magasins.
Vers la fin des années 1930, selon un sondage confidentiel effectué par les autorités administratives, la répartition politique des juifs de Częstochowa se décompose comme suit : sans-opinion : 28 % ; démocrate : 22 % ; Agoudat Israel (orthodoxe) : 17 % ; sionistes : 11 % ; Bund : 11 % ; Mizrahi (sionistes religieux) : 5,5 % ; Poale Zion droitiste : 5,5 %.
La présidence de la communauté est alors assurée par Jakób Rozenberg, sympathisant du Bund et par Joachim Weksler, partisan de Mizrahi. Les offices religieux sont dirigés par les rabbins adjoints J. Prokosz, J. Klajnplac et N. Grynfeld, qui se définissent orthodoxes.
Le 19 juin 1937 éclate un pogrom à Częstochowa à la suite des déclarations antisémites du Obóz Zjednoczenia Narodowego (Camp d'unité nationale). Pendant trois jours des Polonais nationalistes pillent, vandalisent et détruisent des magasins, ateliers et appartements appartenant à des Juifs. La police reste passive. En tout, 20 Juifs sont blessés, 206 familles ont subi des pertes financières, 46 commerces et 21 appartements sont démolis, et la synagogue a été incendiée. Selon la police, 15 000 Polonais ont participé à ces émeutes. Au cours des semaines suivantes, une vague de pogroms s'étend aux villes et villages avoisinant Częstochowa : Kamińsk, Mstów, Żarki, Cykarzew, Radomsko, Koniecpol, Kleszczew, Przedbórz et Działoszyn entre autres.
Compte tenu de l'attitude fortement antisémite des partis polonais, dominés par Narodowa Demokracja (Démocratie nationale, les partis juifs collaborent le plus souvent avec les conseillers socialistes. Lors des élections législatives, les électeurs juifs du Częstochowa votent le plus souvent voté pour les candidats sionistes ou orthodoxes, et dans les années 1930 pour le Ogólnożydowski Narodowy Blok Gospodarczy (Bloc économique national juif) ou le Blok Obrony Praw Narodowości Żydowskiej w Polsce (Bloc pour la défense des droits de la nationalité juive en Pologne).

### La Seconde Guerre mondiale et la Shoah
L'armée allemande entre à Częstochowa le 3 septembre 1939, peu de temps après le déclenchement de la Seconde Guerre mondiale. Le jour suivant se déroule un pogrom dénommé plus tard le lundi sanglant. Il est déclenché par de fausses accusations, disant que les Juifs avaient ouvert le feu sur des soldats allemands. Pendant trois jours, 900 Polonais et 150 Juifs sont abattus. La première victime est Naftali Tanenboum, le propriétaire de la fabrique de boutons située au 7 rue Piłsudskiego. En plus d'être assassinés en exécution de masse, les Juifs sont dépouillés de leurs biens et plusieurs femmes violées. En septembre 1939, les Allemands détruisent la Vieille Synagogue et le 25 décembre mettent le feu à la Nouvelle Synagogue. En même temps, les Allemands établissent un Judenrat avec à sa tête Leon Kapiński.
Initialement, il est prévu que tous les Juifs vivant en Haute-Silésie soient déportés dans le Gouvernement général de Pologne, mais voyant que les autorités ne sont pas décidés à recevoir tous les déportés, il est alors décidé de créer des ghettos pour rassembler tous les Juifs afin de les utiliser comme main-d'œuvre gratuite. Même avant la création du ghetto à Częstochowa, le Judenrat doit s'organiser afin de pouvoir répondre aux ordres des autorités allemandes. Dès décembre 1940, il se compose de 20 départements y compris la police juive, et emploie 676 personnes. Le 9 avril 1941, Waendler, le gouverneur de la ville de Częstochowa, promulgue un édit établissant un quartier juif fermé dans la ville. Celui-ci sera effectivement fermé le 23 avril 1941. Environ 40 000 Juifs sont forcés de vivre dans le ghetto de Częstochowa. Avec l'arrivée de Juifs d'autres villes, ils seront même 48 000 dans le ghetto au moment de sa liquidation. Après l'établissement du ghetto, les Allemands commencent à déporter des travailleurs juifs pour la construction de fortifications défensives le long de la frontière entre le Gouvernement général de Pologne et l'Union soviétique. D'autres transports de Juifs sont effectués vers des usines de munitions à Skarżysko-Kamienna et Bliżyn. En tout, ce sont 3 000 Juifs qui sont déportés de Częstochowa vers des camps de travaux forcés en 1941.

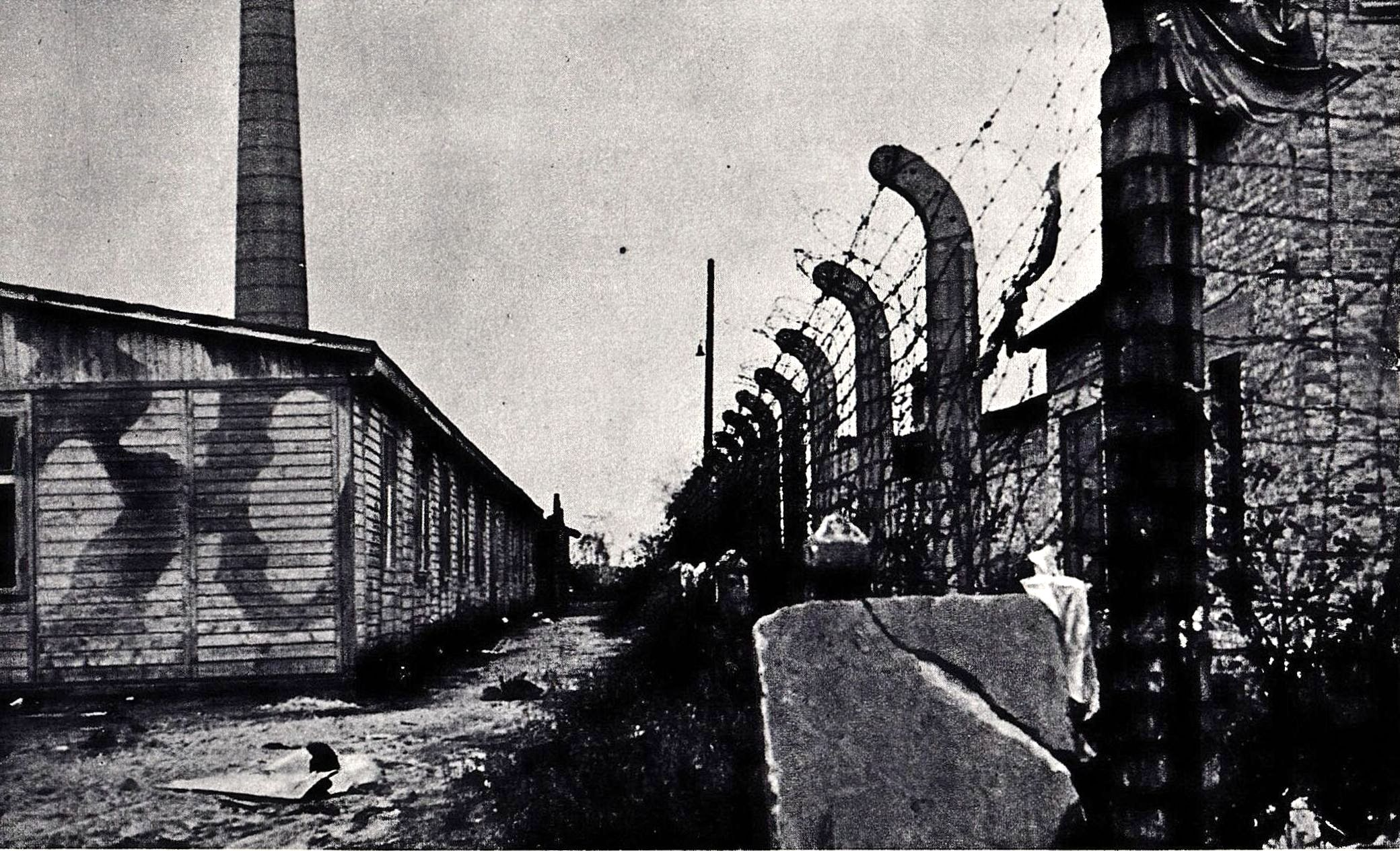
Camp de travail pour l'usine d'armement HASAG

Le 22 septembre 1942, les Allemands entreprennent la liquidation du ghetto. Cette opération va durer jusqu'au 8 octobre 1942. Pendant cette période, 38 250 Juifs sont transférés au camp d'extermination de Treblinka, et 2 000 sont abattus et enterrés dans des fosses communes rue Kawia. Les 5 à 6 000 personnes restantes sont déplacées dans le petit ghetto et forcées de travailler dans l'usine d'armement HASAG (Hugo Schneider AG). En 1942-1943, les Allemands abattent 850 Juifs sélectionnés au hasard. Dès le début de 1943, ils opèrent des sélections parmi les Juifs. Certains sont déportés au ghetto de Radomsko et forcés de travailler au camp de travail forcé de Bliżyn. Les personnes inaptes au travail, trop âgées, malades ou blessées, sont immédiatement abattues,.
Le 26 juin 1943, débute la liquidation du petit ghetto. Les membres de la Żydowska Organizacja Bojowa (Organisation juive de combat) décident de se défendre, mais face aux Allemands plus nombreux et beaucoup mieux armés, leur résistance est vaine. Le 30 juin 1941, les 500 combattants juifs périssent brûlés vifs dans les décombres du ghetto.
Les 3 900 Juifs restants sont envoyés travailler dans trois camps de travail forcé : Apparatebau (l'usine Peltzery), Warthewerk (l'usine Warta) et Eisenhütte (l'usine sidérurgique de Częstochowa). Le 20 juillet 1943, des prisonniers sont sélectionnés et abattus, 300 dans l'usine Peltzery et 100 autres rue Garibaldiego. En décembre 1943, 1 200 Juifs sont déportés en Allemagne, les hommes vers le camp de concentration de Buchenwald et les femmes dans le camp de concentration de Dachau. Tous périront.
Dans la seconde moitié de 1944, des Juifs du ghetto liquidé de Łódź et des camps liquidés de travaux forcés de Kielce et de la province de Radom, principalement de Skarżysko-Kamienna, sont transférés dans les camps de travail de Częstochowa. Le nombre de prisonniers atteint alors près de 10 000. Les 15 et 16 janvier 1945, environ 3 000 Juifs sont évacués rapidement devant l'avancée des troupes soviétiques, et transportés en train vers des camps de concentration à l'intérieur du Reich allemand. Ils mourront tous.
L'Armée rouge libère la ville le 16 janvier 1945. 5 200 Juifs sont libérés à Częstochowa même tandis que 3 000 anciens habitants juifs de la ville sont libérés du camp de Bergen-Belsen le 15 avril, du camp de Buchenwald le 1er mai et de Ravensbrück le 5 mai.

### Après la Seconde Guerre mondiale
Après la fin de la Seconde Guerre mondiale, plus de 5 000 Juifs résident à Częstochowa. La plupart sont d'anciens prisonniers des camps de travail établis par les Allemands à Częstochowa et dans les alentours. La vie juive locale renait et plusieurs branches d'organisations s'installent en ville, comme le Comité juif dépendant du Centralny Komitet Żydów w Polsce, abréviation CKŻP (Comité central des Juifs en Pologne). La communauté ouvre une école juive, des orphelinats et une branche de la Communauté juive. Des comités locaux des partis juifs reprennent leurs activités. Parmi eux, le Bund et les organisations sionistes qui en plus de diffuser leur programme, offrent aussi une assistance sociale à leurs membres et leur famille. Dans les années 1945-1950, de nombreux Juifs reçoivent une aide financière du Joint et du Comité central des Juifs en Pologne. La section de Częstochowa du Comité juif fonde une coopérative pour les tailleurs et les cordonniers de façon à pérenniser leur travail. En plus des boutiques privées de tailleurs, cordonniers, menuisiers s'ouvrent en ville. En juin 1946, Częstochowa compte 2 000 Juifs, mais à la suite du pogrom de Kielce du 4 juillet 1946, de nombreuses familles juives décident d'émigrer.
Au tournant des années 1950, la plupart des institutions et établissements juifs de Częstochowa sont soit liquidés ou nationalisés. Le 29 octobre 1950, le Comité central des Juifs en Pologne, l'Association de la culture juive et l'Association sociale et culturelle des Juifs en Pologne fusionnent et établissent une section à Częstochowa. Dans les années 1950 et 1960, sa principale activité est orientée vers les enfants et les jeunes. Elle organise par exemple des cours d'anglais et des cercles d'art dramatique. À la suite de la réactivation en 1957 de l'Organisation pour le développement de l'activité industrielle, artisanale et agricole parmi la population juive de Pologne (ORT), un comité local de l'organisation est installé en ville, donnant entre autres des cours de cordonnerie et de maroquinerie,,.
La situation des Juifs à Częstochowa et dans les autres villes se détériore après la campagne antisioniste teintée d'antisémitisme lancée par le gouvernement à l'été 1967, et qui culminera avec les évènements de mars 1968. Cela conduit à une nouvelle vague d'émigration aboutissant à la fin de la communauté juive au début des années 1970.
La renaissance de la vie sociale juive s'effectue avec la chute du gouvernement communiste de Pologne en 1989. L'Association sociale et culturelle des Juifs en Pologne rouvre alors sa section à Częstochowa.

## Évolution de la population juive
| Population juive à Częstochowa , |                           |                 |                      |
| Date                             | Population de Częstochowa | Nombre de Juifs | Pourcentage de Juifs |
| 1806                             | 3 349                     | 496             | 14,8 %               |
| 1827                             | 6 168                     | 1 141           | 18,5 %               |
| 1840                             | 5 004                     | 2 999           | 59,9 %               |
| 1858                             | 8 637                     | 2 976           | 34,5 %               |
| 1862                             | 9 008                     | 3 360           | 37,3 %               |
| 1897                             | 39 869                    | 11 764          | 29,5 %               |
| 1908                             | 69 525                    | 22 024          | 31,7 %               |
| 1921                             | 80 939                    | 22 663          | 28,0 %               |
| 1931                             | 117 179                   | 25 588          | 21,8 %               |
| 1939                             | ~138 000                  | 28 456          | 20,6 %               |
| 1942                             | -                         | ~ 48 000        | - %                  |

## Personnalités juives nées à Częstochowa
- Irit Amiel (1931-), poétesse et écrivaine polono-israélienne
- Stefan Bergman (1895-1977), mathématicien américain
- Mieczysław Birnbaum (1889-1940), journaliste et traducteur polonais. Assassiné par le NKVD soviétique à Katyn
- Marian Eiger (1873-1939), médecin physiologiste polonais
- Jerzy Einhorn (1925-2000), docteur et politicien suédois
- Abraham Gancwajch (1902-1943), collaborateur nazi dans le ghetto de Varsovie
- Jean Ginsberg (1905-1983), architecte français
- Alfred Gradstein (1904-1954), compositeur polonais
- Helena Gruszecka (1901-1982), actrice de théâtre et de cinéma polonaise
- Dawid Helman (1875-1942), médecin ORL, décédé au ghetto de Łodz
- Alfred Gabriel Hertz (1898-1942), médecin polonais, héros de la guerre soviéto-polonaise. Assassiné au ghetto de Tomaszów Mazowiecki
- Stanisław Heyman (1843-1915), peintre polonais
- Bronisław Huberman (1882-1947), violoniste polonais
- Aleksander Imich (1903-2014), chimiste et parapsychologue américain
- Wilhelm Kohn (1831-1882), médecin polonais
- Joseph Kruk (1885-1972), activiste sioniste en Pologne avant guerre, puis journaliste israélien
- Berek Lajcher (1893-1943), médecin et activiste social. Assassiné par les nazis au camp d'extermination de Treblinka
- Kazimierz Łaski (1921-2015), économiste polono-autrichien
- Zygmunt Rolat (1930-), philanthrope, mécène américain, citoyen d'Honneur de la ville de Częstochowa,
- David Scheinert (1916-1996), écrivain et poète belge
- Michal Shuldenfrei (1887-1965), juriste et politicien polonais, membre de la première Sejm d'après guerre
- Samuel Willenberg (1923-2016), ingénieur, artiste-peintre, sculpteur polono-israélien